# Chef d'état-major des armées
Le chef d'état-major des armées (sigle : CEMA) est le supérieur des chefs d'état-major des différentes armées d'un État : celui de l'Armée de terre, celui de la Marine et celui de l'Armée de l'air, ainsi que, éventuellement, du directeur général de la Gendarmerie. Il est généralement l'officier de plus haut rang des forces armées d'une nation.

## Chef d'état-major des armées en France

### Responsabilités du CEMA
Le chef d'état-major des armées assiste le ministre dans ses attributions relatives à l'emploi des forces. Il est responsable de l'emploi opérationnel des forces. Sous l'autorité du président de la République (et du Gouvernement), le CEMA assure le commandement des opérations militaires. Il est en particulier le commandant opérationnel de toute opération menée dans un cadre interarmées.

### Attributions et moyens
Le chef d'état-major des armées a autorité sur les chefs d'état-major de l'armée de terre, de la Marine et de l'Armée de l'air, ainsi que sur les directeurs et les chefs des organismes et services interarmées qui lui sont rattachés. Le CEMA préside le conseil des chefs d'état-major dont sont membres les chefs d'état-major de l'Armée de terre, de la Marine et de l'Armée de l'air, ainsi que le major général des armées.
Le chef d'état-major des armées exerce outre-mer et à l'étranger le commandement organique des formations interarmées et des dispositifs permanents interarmées. Le CEMA a autorité sur l'état-major des armées.
Pour l'exercice de ses attributions, le chef d'état-major des armées dispose de l'état-major des armées, d'autorités et d'organismes interarmées dont la liste est fixée par le ministre de la défense.

## Chefs d'État-Major des armées (ou équivalent) par pays
- Algérie : chef d'État-Major de l'Armée nationale populaire.
- Canada : chef d'État-Major de la Défense.
- Corée du Nord : chef d'État-Major de l'Armée populaire de Corée.
- Côte d'Ivoire : chef d'État-Major des armées.
- Espagne : chef d'état-major de la Défense.
- États-Unis : chef d'État-major des armées (Chairman of the Joint Chiefs of Staff).
- France : chef d'état-major des armées.
- Guinée : chef d'État-Major des armées.
- Indonésie : Chef des forces armées nationales indonésiennes (Panglima Tentara Nasional Indonesia)
- Israël : chef d'État-Major.
- Royaume-Uni : chef d'État-Major des armées (Chief of the Defence Staff).
- Sénégal : chef d'État-major général des armées.
- Tunisie : chef d'État-Major des armées.
- Gabon :  chef d'Etat-Major des armées.